# Los últimos charrúas
Los últimos charrúas es una escultura en bronce realizada por Edmundo Prati, Gervasio Furest Muñoz y Enrique Lussich e inaugurada en 1938 que representa al grupo de cuatro individuos del pueblo charrúa sobrevivientes de la Matanza del Salsipuedes que fueron llevados a Francia para su exhibición. El monumento está ubicado en el parque El Prado, sobre la Av. Delmira Agustini en Montevideo, Uruguay.

## Descripción
Elaborado en bronce sobre una base de granito rosado, representa a cuatro charrúas con sus vestimentas características, rodeando un fogón en el que se calienta un caldero. A la izquierda el chamán Senacua Senaqué, sentado, sostiene un mate en la mano derecha. Detrás, de pie, el cacique Vaimaca Pirú; le sigue Guyunusa sentada con un niño en su falda. Delante de ella su pareja Tacuabé. Una placa lleva por título “Indios Charrúas” así como los nombres consignados al pie de cada escultura.

## Contexto
Para conocer la historia que inspira a este monumento, véase la sección Exhibición de charrúas en Francia en el artículo Charrúas. 
El monumento fue inaugurado en el Prado en 1938 por encargo de la Comisión Nacional del Centenario. Forma parte del programa monumentalista del Centenario, que procuraba integrar a los grupos marginados en el proceso de construcción nacional: afrodescendientes, indígenas, inmigrantes, mujeres, obreros, trabajadores, rurales, entre otros, en un discurso conciliador. Los escultores tomaron como modelo una efigie de los “últimos charrúas” de un folleto publicitario publicado en París en 1833, a su vez reproducción de un grabado de Arthur Onslow.

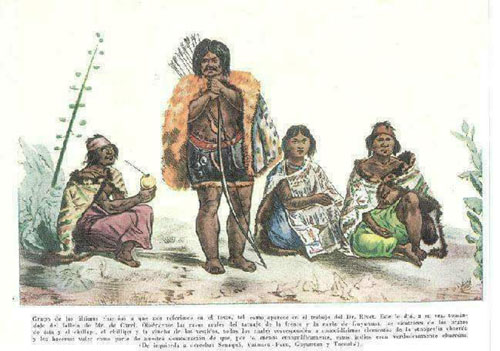
Dibujo del grupo de charrúas hacia 1822

El monumento puede considerarse como un memorial de la violencia de Estado y del etnocidio cometido contra grupos indígenas locales.